# زباراژ
شهر زباراژ (زبان اوکراینی: Збараж, زبان لهستانی: Zbaraż, زبان ییدیش: זבאריזש Zbarizh) در استان ترنوپیل در کشور اوکراین واقع شده‌است. جمعیت این شهر ۱۳٬۲۲۸ نفر است.